# Dengue Fever
Dengue Fever ist eine Band aus Los Angeles mit sechs Mitgliedern, die kambodschanische Popmusik und Texte mit psychedelischem Rock verbindet.

## Geschichte
Dengue Fever wurde 2001 von Ethan Holtzman und seinem Bruder Zac gegründet, inspiriert von einer Reise Ethans nach Kambodscha. Die Sängerin Chhom Nimol wurde bei einem Auftritt in einem Nachtclub im "Little-Phnom-Penh"-Viertel von Longbeach entdeckt, als Ethan und Zac nach einer Künstlerin suchten, die in der Khmer-Sprache singt.
Ihr Debütalbum Dengue Fever wurde 2003 veröffentlicht. Alle Texte ihrer frühen Veröffentlichungen werden in Khmer gesungen, erst auf dem dritten Album finden sich einige Texte in Englisch. Viele Songs sind Coverversion kambodschanischer Rocksongs aus den 1960er-Jahren, zum Beispiel von Sinn Sisamouth und Ros Sereysothea, aber einige Songs sind Eigenkompositionen, die von den Holtzmans erst auf Englisch geschrieben, und dann übersetzt wurden.
Das zweite Album der Band, Escape from Dragon House, war eine der Top 100 Editor’s Picks bei Amazon.com im Jahr 2005.
Ethanopium, die Coverversion eines Songs des äthiopischen Jazzmusikers Mulatu Astatke, ist auf dem Soundtrack von Jim Jarmuschs 2005 erschienenem Films Broken Flowers, sowie dem Soundtrack der Romanverfilmung Neue Vahr Süd (2010) von Hermine Huntgeburth enthalten.
One Thousand Tears of a Tarantula ist auf dem Soundtrack zur zweiten Staffel der Showtime-Serie Weeds – Kleine Deals unter Nachbarn enthalten.
Both Sides, Now, ein Joni-Mitchell-Cover, findet sich auf dem Soundtrack des Matt-Dillon-Films City of Ghosts aus dem Jahr 2002.
Der Dokumentarfilm Sleepwalking Through the Mekong zeigt die Band bei einem Besuch in Phnom Penh, Kambodscha, während des Bon-Om-Thook-Wasser-Festivals 2005.

## Diskografie
- 2003: Dengue Fever
- 2005: Dengue Fever EP (EP)
- 2005: Escape from Dragon House
- 2006: Sip Off the Mekong (EP)
- 2008: Venus on Earth
- 2009: Sleepwalking in the Mekong (OST)
- 2009: In the Ley Lines
- 2011: Cannibal Courtship
- 2013: Girl From the North (EP)
- 2015: The Deepest Lake